# Tilva Mika
Tilva Mika je parazitska kupa koja se nalazi na obodu paleovulkanske kupe Tilva Njagra. Ima oblik kratera i apsolutna visina iznosi 625 metara, a relativna visina je 120 metara. Smeštena je u okolini Bora u istočnoj Srbiji.U prevodu sa vlaškog jezika tilva znači brdo, a mik znači malo, odnosno u prevodu Malo brdo.